# Ladislav Chvalkovský
Ladislav Chvalkovský (* 10. April 1944; † 8. September 2024) war ein tschechischer Rock-Bassist und -sänger.
Der Ehemann der Sängerin Barbora Lišková (Božena Chvalkovská) war Mitglied mehrerer namhafter tschechischer Rockbands, darunter Their Majesties, Rogers Band, Skupina Bohuslava Myslíka, Šest Strýců, der Gruppe Olymik (ab 1972, als Nachfolger von Jiří Korn), der Gruppe Golem, (1974–83), ab 1988 der Gruppe Country Beat Jiří Brabce und 1989–90 des  Centrum Petra Rezka.